# جولق
الجَوْلَق (الاسم العلمي: Ulex)، جنس نباتات مُزهرة من فصيلة البقولية. يتكون الجنس من حوالي 20 نوعًا من الجنبات الشائكة دائمة الخضرة. الأنواع تستوطن أجزاء من غرب أوروبا وشمال غرب أفريقيا، ومعظم الأنواع في إيبيريا.